# Aldo Costa
Aldo Costa, född 6 juni 1961 i Parma, är en italiensk ingenjör som var chef över design och utveckling i Scuderia Ferrari.
Costa studerade maskinteknik vid universitetet i Bologna. Han påbörjade 1988 sin F1-karriär vid Minardi, där han efter ett år blev chefsingenjör. 1996 kom han till Ferrari som chef för designkontoret och 2004 efterträdde han Rory Byrne som teknisk direktör. I september 2011 blev han chefsingenjör hos Mercedes Grand Prix, som senare bytte namn till Mercedes-AMG Petronas Motorsport. 2019 övergick han till att vara teknisk rådgivare hos Mercedes-AMG Petronas.